# Lepturgantes variegatus
Lepturgantes variegatus är en skalbaggsart som beskrevs av Gilmour 1957. Lepturgantes variegatus ingår i släktet Lepturgantes och familjen långhorningar.
Artens utbredningsområde är Paraguay. Inga underarter finns listade i Catalogue of Life.